# Gabrje, Gorica
Gabrje (italijansko Gabria) je vas, sestavljena iz dveh zaselkov – Spodnje Gabrje in Gornje Gabrje, ki se nahajata  v občini Sovodnje ob Soči v Pokrajini Gorica v Furlaniji - Julijski krajini. Naselje je večinoma poseljeno s slovensko govorečim prebivalstvom. Vas se nahaja na nadmorski višini 46 metrov. Leži 0,9 km jugo-jugozahodno od Peči, 0,8 km od zaselka in 1,0 km zahodno od Rupe ob meji s Slovenijo. 
V Gabrjah deluje Slovensko kulturno društvo Skala z raznimi sekcijami kot je športna, lovska in druge. Društvo je moralo prenehati delovati leta 1927 pod prisilo fašistov. Ponovno je bilo ustanovljeno leta 1960, ko je predsednik za skoraj 20 let postal Vid Primožič. Pod okriljem društva od leta 1983 deluje tudi moški pevski zbor "Skala – Gabrje". V enainštiridesetih letih delovanja so se kot voditelji zbora izmenjevali različni voditelji: v prvih letih je skupino vodil Anton Klančič, od 1987 do 1993 Rozina Konjedic, od 1993 do 1995 Andreja Konjedic, od 1995 do 2001 Miran Rustja, od 2001 do 2008 Jasmina Gorjanc, od 2008 Zulejka Devetak in od 2022 Aljoša Saksida.
V Gabrjah deluje tudi Slovensko društvo Karnival, ki prireja vsakoletno pustovanje imenovano "Sovodenjski pust". Društvo je bilo ustanovljeno leta 1997 na pobudo štirih kulturnih društev, in sicer KD “Skala” iz Gabrij, KD “Sovodnje”, KD “Briški grič” iz Števerjana in KD “Oton Župančič” iz Štandreža. 